# Edward C. Prescott
Edward Christian Prescott, född 26 december 1940 i Glens Falls, New York, död 6 november 2022 i Paradise Valley, Arizona, var en amerikansk nationalekonom, professor vid Arizona State University och Federal Reserve Bank of Minneapolis.
Han mottog Sveriges Riksbanks pris i ekonomisk vetenskap till Alfred Nobels minne 2004, delat med Finn E. Kydland, för "deras bidrag till dynamisk makroekonomisk teori: den ekonomiska politikens tidskonsistens och konjunkturens drivkrafter".